# Cabeço de Vide
Cabeço de Vide is een plaats (freguesia) in de Portugese gemeente Fronteira en telt 1133 inwoners (2001).